# Monique Melsen
Monique Melsen, née le 24 février 1951 à Ettelbruck, est une chanteuse luxembourgeoise.
C'est une des seules Luxembourgeoises à avoir représenté son pays au Concours Eurovision de la chanson en 1971 avec sa chanson Pomme, pomme, pomme.
Elle est arrivée 13e à la finale le 3 avril 1971 à Dublin (Irlande).
Ces dernières années[évasif] Monique Melsen a été membre du Cabarenert[Quoi ?], à Luxembourg.